# Пудинава
Пу́динава (Пудиново; латыш. Pudinava) — населённый пункт в Карсавском крае Латвии. Входит в состав Мердзенской волости. Находится на реке Утроя. Через село проходит региональная автомобильная дорога P49 (Карсава — Лудза — Эзерниеки). Расстояние до города Карсава составляет около 9,5 км.
По данным на 2017 год, в населённом пункте проживало 90 человек. Есть деревянная православная церковь Покрова Пресвятой Богородицы, построенная в 1862 году.

## История
В XIX веке в селе располагалась усадьба Михайлово. Село входило в состав Михайловской волости Люцинского уезда Витебской губернии.
В советское время населённый пункт входил в состав Мердзенского сельсовета Лудзенского района. В селе располагалась центральная усадьба колхоза «Виениба» (латыш. Vienība — «Единство»).